# Agino Szelo
Agino Szelo (macedónul: Агино Село) település Észak-Macedóniában, az Északkeleti körzetben, Kumanovo községben.

## Népesség
| Lakosok száma | 652  | 757  | 954  | 922  | 1059 | 927  | 811  | 965  | 867  |
|               | 1948 | 1953 | 1961 | 1971 | 1981 | 1991 | 1994 | 2002 | 2021 |

- 1994-ben 811 lakosa volt, akik közül 798 macedón, 12 szerb és 1 egyéb.
- 2002-ben 965 lakosa volt, akik közül 949 macedón, 13 szerb és 3 egyéb.